# Margny (Ardennes)
Margny ist eine französische Gemeinde mit 210 Einwohnern (Stand: 1. Januar 2022) im Département Ardennes in der Région Grand Est. Die Gemeinde gehört zum Arrondissement Sedan und zum Kanton Carignan.

## Geografie
Margny liegt etwa 40 Kilometer ostsüdöstlich vom Stadtzentrum Sedans in den Argonnen an der Grenze zu Belgien. An der nordwestlichen Gemeindegrenze verläuft das Flüsschen Marche. Umgeben wird Margny von den Nachbargemeinden Florenville (Belgien) im Norden und Westen, Meix-devant-Virton (Belgien) im Osten, Breux im Südosten, Herbeuval im Süden sowie Sapogne-sur-Marche im Südwesten.

## Bevölkerungsentwicklung
| 1962                      | 1968 | 1975 | 1982 | 1990 | 1999 | 2006 | 2011 | 2016 |
| ------------------------- | ---- | ---- | ---- | ---- | ---- | ---- | ---- | ---- |
| 211                       | 212  | 185  | 164  | 143  | 172  | 176  | 175  | 182  |
| Quelle: Cassini und INSEE |      |      |      |      |      |      |      |      |

## Sehenswürdigkeiten

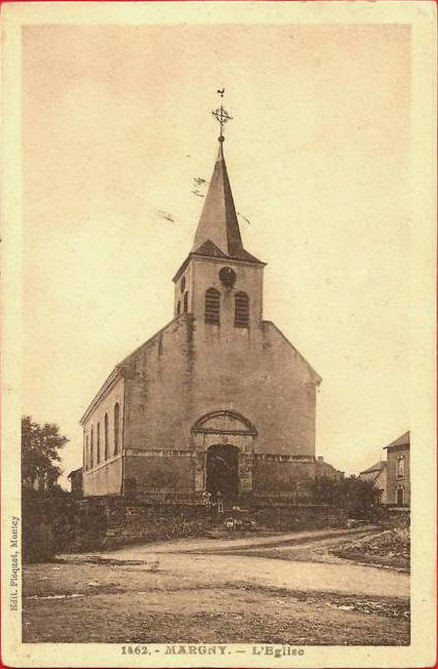
Kirche Saint-Martin (Aufnahme vor 1914)

- Kirche Saint-Martin aus dem 18. Jahrhundert, 1914 zerstört, nach dem Ersten Weltkrieg wieder errichtet
- Turm von Margny, Ende des 15. Jahrhunderts erbaut